# Lista dos condes de Brienne
Lista dos Condes de Brienne, Brienne, França por ordem cronológica 
- Gualtério I (1300 - ?)
- Pedro I (1390 - ?)
- Luís I (1418 - ?)
- Tibalto I (1430 - ?)
- Antônio I (1441 - ?)
- Carlos I (1488 - ?)
- Antônio II (1530 - ?)
- Augusto (1595 - ?)
- Luís II (1635 - ?)
- André Luís I(1660 - ?)
- Erardo I
- Erardo II
- João I
- Antônio III